# Ervin Nyiregyházi
Ervin Nyiregyházi (Budapeste, 19 de janeiro de 1903, Los Angeles, 13 de abril de 1987) foi um pianista húngaro radicado nos EUA, que foi aclamado como “o novo Liszt”.

## Carreira
Filho de um cantor de ópera (e mulherengo) e de uma mãe cheia de sonhos não realizados (e que por isso se tornou uma dominadora que explorava dos talentos de seu filho), o menino começou a tentar cantarolar as primeiras notas antes mesmo de completar um ano de idade.
Aos dois anos, Ervin já conseguia decorar e cantar melodias, passando rapidamente a compor as suas próprias músicas. Aos três anos, o rapaz dominava a harmónica de tal forma que conseguia reproduzir com ela qualquer som - ou música completa - que lhe fosse dado a ouvir.
Aos sete anos, Ervin deu a prova que faltava de que tinha uma capacidade denominada de “audição absoluta”. A facilidade com que simplesmente tocava ao piano músicas que ouvira apenas uma vez, sem errar uma única nota, deslumbravam todo mundo. Assim, com 8 anos já se apresentava no Palácio de Buckingham.
Seus inegáveis dotes ao piano - tanto a reproduzir como a compor músicas com uma identidade própria - fez com que o psicólogo Géza Révész se interessasse pelo garoto, e resolveu estuda-lo. Entre os seis e os doze anos, Ervin Nyiregyházi foi submetido aos mais variados testes - incluindo de inteligência -, e mostrou resultados curiosos: o rapaz não era um génio no sentido de inteligência, já que nem sempre apresentou resultados acima da média; na verdade, era “apenas” um prodígio musical.
Aos quinze anos, Ervin Nyiregyházi tocou uma obra completa do genial Franz Liszt em conjunto com a Filarmónica de Berlim, e o mundo, então, não conseguiu mais ficar-lhe mais indiferente.
Em 1920, quando tinha apenas 17 anos, ele veio para os EUA e, mais tarde veio “o começo do fim” para a sua carreira. Lentamente, Nyiregyhazi desapareceu na obscuridade, que o levou a pobreza e ao alcoolismo. Ele logo desenvolveu o medo do palco. Nyiregyhazi foi brevemente redescoberto na década de 1970. Alguns registros foram efetivamente produzidos, mas ele morreu em 1987.

## Discografia
- Nyiregyhazi Plays Liszt (Desmar/International Piano Archives IPA 111, Telefunken 6.42626, 1977)
- Nyiregyhazi: All Liszt Program (Columbia M2-34598, 1978)
- Nyiregyhazi: Tchaikovsky, Grieg, Bortkiewicz, Blanchet (Columbia M-35125, 1979)